# Касабланка — Сеттат
Касабланка — Сеттат (араб. الدار البيضاء - سطات‎, бербер. ⴰⵏⴼⴰ-ⵙⵟⵟⴰⵟ / Anfa-Seṭṭat) — область в Марокко. Площадь — 20 166 км². Численность населения — 6 861 739 чел. (перепись 2014 года), из которых 69 % проживает в городах. Административный центр — город Касабланка (крупнейший город Марокко). Область является самой населённой в стране и обладает самой высокой плотностью населения.

## География
Область находится в центральной части страны на побережье Атлантического океана. Граничит с областями Рабат — Сале — Кенитра на севере-востоке, Бени-Меллаль — Хенифра на юго-востоке и Марракеш — Сафи на юге. Часть границы с областью Марракеш — Сафи проходит по реке Умм-эр-Рбия, которая течёт на северо-запад и впадает в океан в городе Аземмур. Река делит область на две равнины: Дуккала на западе и Шауйя на востоке. Водой снабжают область несколько водохранилищ, включая Аль-Массиру на Умм-эр-Рбии и водохранилище на реке Уэд-Меллах к югу от Мохаммедии.

## История
Область Касабланка — Сеттат была образована в ходе административной реформы в сентябре 2015 года, объединив в себе область Большая Касабланка, провинции Сиди-Беннур и Эль-Джадида (область Дуккала-Абда), провинции Бен-Слиман, Беррешид и Сеттат (область Шавия-Уардига). Своё название область получила по городам Касабланка и Сеттат.

## Политика
14 сентября 2015 года первым президентом области был избран Мустафа Баккури. 13 октября 2015 года вали области был назначен Халид Сафир.

## Административное деление
- Префектура Касабланка
- Префектура Мохаммедия
- Провинция Бен-Слиман
- Провинция Беррешид
- Провинция Сеттат
- Провинция Сиди-Беннур
- Провинция Медьюна
- Провинция Нуасер
- Провинция Эль-Джадида

## Экономика
В 2013 году область обладала ВВП в 290 миллиардов марокканских дирхамов, что равняется 32 % ВВП Марокко (первый показатель среди областей страны). Экономика области главным образом основывается на услугах и производстве. Вдобавок к этому, западный регион Дуккала вносит вклад в сельскохозяйственную продукцию.

### Транспорт
Автомагистрали A3, A5 и A7 связывают Касабланку с Рабатом, Сафи (через Эль-Джадиду) и Марракеш (через Беррешид и Сеттат) соответственно. Существует также автомагистраль из Беррешида в Бени-Меллаль. Железные дороги связывают область с Марракешем на юге, Уэд-Земом на юго-всотоке, Рабатом и другими марокканскими городами на северо-востоке. Порты Касабланка, Джорф-Ласфар и Мохаммедия в 2014 году занимали второе, третье и четвёртое места среди портов Марокко по грузообороту. Международный аэропорт имени Мухаммеда V, расположенный в 20 км к югу от Касабланки в провинции Нуасер, является самым загруженным аэропортом Марокко, обслужив в 2014 году почти 8 миллионов пассажиров. Единственный нефтеперерабатывающий завод страны в Мохаммедии был закрыт в августе 2015 года.